# Being Human (britische Fernsehserie)/Episodenliste
Diese Episodenliste enthält alle Episoden der britischen Dramaserie Being Human, sortiert nach der britischen Erstausstrahlung. Zwischen 2008 und 2013 entstanden in fünf Staffeln 37 Episoden mit einer Länge von jeweils etwa 58 Minuten.

## Übersicht
| Staffel | Episodenanzahl | Erstausstrahlung UK | Erstausstrahlung UK | Deutschsprachige Erstausstrahlung | Deutschsprachige Erstausstrahlung |
| Staffel | Episodenanzahl | Staffelpremiere     | Staffelfinale       | Staffelpremiere                   | Staffelfinale                     |
| ------- | -------------- | ------------------- | ------------------- | --------------------------------- | --------------------------------- |
| Pilot   | 1              | 18. Februar 2008    | 18. Februar 2008    |                                   |                                   |
| 1       | 6              | 25. Januar 2009     | 1. März 2009        | 16. März 2014                     | 23. März 2014                     |
| 2       | 8              | 10. Januar 2010     | 28. Februar 2010    | 30. März 2014                     | 13. April 2014                    |
| 3       | 8              | 23. Januar 2011     | 13. März 2011       | 31. August 2014                   | 30. September 2014                |
| 4       | 8              | 5. Februar 2012     | 25. März 2012       | 5. Oktober 2014                   | 26. Oktober 2014                  |
| 5       | 6              | 3. Februar 2013     | 10. März 2013       | 2. November 2014                  | 16. November 2014                 |

## Pilot
Die Pilotfolge der Serie wurde am 18. Februar 2008 auf BBC Three gesendet.
| Nr. (ges.) | Nr. (St.) | Deutscher Titel | Originaltitel | Erstausstrahlung GB | Deutschsprachige Erstausstrahlung (—) | Regie          | Drehbuch       |
| ---------- | --------- | --------------- | ------------- | ------------------- | ------------------------------------- | -------------- | -------------- |
| 1          |           | —               | Pilot         | 18. Feb. 2008       | —                                     | Declan O’Dwyer | Toby Whithouse |

## Staffel 1
Die Erstausstrahlung der ersten Staffel war vom 25. Januar bis zum 1. März 2009 auf dem britischen Fernsehsender BBC Three zu sehen. Vom 16. März bis zum 23. März 2014 zeigte der Sender ProSieben Fun die erste Staffel der Serie in der Originalversion mit deutschen Untertiteln.
| Nr. (ges.) | Nr. (St.) | Deutscher Titel         | Originaltitel             | Erstausstrahlung GB | Deutschsprachige Erstausstrahlung (D) | Regie        | Drehbuch       |
| ---------- | --------- | ----------------------- | ------------------------- | ------------------- | ------------------------------------- | ------------ | -------------- |
| 2          | 1         | Treibgut                | Flotsam and Jetsam        | 25. Jan. 2009       | 16. März 2014                         | Toby Haynes  | Toby Whithouse |
| 3          | 2         | Tully                   | Tully                     | 1. Feb. 2009        | 16. März 2014                         | Toby Haynes  | Toby Whithouse |
| 4          | 3         | Geisterstadt            | Ghost Town                | 8. Feb. 2009        | 16. März 2014                         | Alex Pillai  | Rachel Anthony |
| 5          | 4         | Chaos und Verwirrung    | Another Fine Mess         | 15. Feb. 2009       | 23. März 2014                         | Alex Pillai  | Brian Dooley   |
| 6          | 5         | Wo die Wildnis lauert   | Where The Wild Things Are | 22. Feb. 2009       | 23. März 2014                         | Colin Teague | Toby Whithouse |
| 7          | 6         | Im Zwielicht des Mondes | Bad Moon Rising           | 1. März 2009        | 23. März 2014                         | Colin Teague | Toby Whithouse |

## Staffel 2
Die Erstausstrahlung der zweiten Staffel war vom 10. Januar bis zum 28. Februar 2010 auf dem britischen Fernsehsender BBC Three zu sehen. Vom 30. März bis zum 13. April 2014 zeigte der Sender ProSieben Fun die erste Staffel der Serie in der Originalversion mit deutschen Untertiteln.
| Nr. (ges.) | Nr. (St.) | Deutscher Titel        | Originaltitel               | Erstausstrahlung GB | Deutschsprachige Erstausstrahlung (D) | Regie          | Drehbuch        |
| ---------- | --------- | ---------------------- | --------------------------- | ------------------- | ------------------------------------- | -------------- | --------------- |
| 8          | 1         | Heilung und Ansteckung | Cure and Contagion          | 10. Jan. 2010       | 30. März 2014                         | Colin Teague   | Toby Whithouse  |
| 9          | 2         | Gottesfurcht und Liebe | Serve God, Love Me and Mend | 14. Jan. 2010       | 30. März 2014                         | Colin Teague   | Toby Whithouse  |
| 10         | 3         | Lang lebe der König    | Long Live The King          | 24. Jan. 2010       | 30. März 2014                         | Colin Teague   | Lucy Catherine  |
| 11         | 4         | Educating Creature     | Educating Creature          | 31. Jan. 2010       | 6. Apr. 2014                          | Kenny Glenaan  | Jamie Mathieson |
| 12         | 5         | Verkehrte Welt         | The Looking Glass           | 7. Feb. 2010        | 6. Apr. 2014                          | Kenny Glenaan  | Tony Basgallop  |
| 13         | 6         | Der Morgen danach      | In The Morning              | 14. Feb. 2010       | 6. Apr. 2014                          | Charles Martin | Lisa McGee      |
| 14         | 7         | Raserei                | Damage                      | 21. Feb. 2010       | 13. Apr. 2014                         | Charles Martin | Toby Whithouse  |
| 15         | 8         | Kinder der Schöpfung   | All God’s Children          | 28. Feb. 2010       | 13. Apr. 2014                         | Charles Martin | Toby Whithouse  |

## Staffel 3
Die Erstausstrahlung der dritten Staffel war vom 23. Januar bis zum 13. März 2011 auf dem britischen Fernsehsender BBC Three zu sehen. In Deutschland wird die dritte Staffel ab dem 31. August 2014 auf ProSieben Fun ausgestrahlt.
| Nr. (ges.) | Nr. (St.) | Deutscher Titel         | Originaltitel           | Erstausstrahlung GB | Deutschsprachige Erstausstrahlung (—) | Regie         | Drehbuch        |
| ---------- | --------- | ----------------------- | ----------------------- | ------------------- | ------------------------------------- | ------------- | --------------- |
| 16         | 1         | Lia                     | Lia                     | 23. Jan. 2011       | 31. Aug. 2014                         | Colin Teague  | Toby Whithouse  |
| 17         | 2         | Adam’s Family           | Adam’s Family           | 30. Jan. 2011       | 31. Aug. 2014                         | Colin Teague  | Brian Dooley    |
| 18         | 3         | Type 4                  | Type 4                  | 6. Feb. 2011        | 7. Sep. 2014                          | Philip John   | Jamie Mathieson |
| 19         | 4         | The Pack                | The Pack                | 13. Feb. 2011       | 7. Sep. 2014                          | Colin Teague  | John Jackson    |
| 20         | 5         | The Longest Day         | The Longest Day         | 20. Feb. 2011       | 14. Sep. 2014                         | Philip John   | Sarah Phelps    |
| 21         | 6         | Daddy Ghoul             | Daddy Ghoul             | 27. Feb. 2011       | 14. Sep. 2014                         | Philip John   | Lisa McGee      |
| 22         | 7         | Though the Heavens Fall | Though the Heavens Fall | 6. März 2011        | 28. Sep. 2014                         | Daniel O’Hara | Toby Whithouse  |
| 23         | 8         | The Wolf-Shaped Bullet  | The Wolf-Shaped Bullet  | 13. März 2011       | 28. Sep. 2014                         | Daniel O’Hara | Toby Whithouse  |

## Staffel 4
Die Erstausstrahlung der vierten Staffel war vom 5. Februar bis zum 25. März 2012 auf dem britischen Fernsehsender BBC Three zu sehen.
| Nr. (ges.) | Nr. (St.) | Deutscher Titel     | Originaltitel       | Erstausstrahlung GB | Deutschsprachige Erstausstrahlung (—) | Regie         | Drehbuch        |
| ---------- | --------- | ------------------- | ------------------- | ------------------- | ------------------------------------- | ------------- | --------------- |
| 24         | 1         | Eve of the War      | Eve of the War      | 5. Feb. 2012        | 5. Okt. 2014                          | Philip John   | Toby Whithouse  |
| 25         | 2         | Being Human 1955    | Being Human 1955    | 12. Feb. 2012       | 5. Okt. 2014                          | Philip John   | Lisa McGee      |
| 26         | 3         | The Graveyard Shift | The Graveyard Shift | 19. Feb. 2012       | 12. Okt. 2014                         | Philip John   | Jamie Mathieson |
| 27         | 4         | A Spectre Calls     | A Spectre Calls     | 26. Feb. 2012       | 12. Okt. 2014                         | Daniel O’Hara | Tom Grieves     |
| 28         | 5         | Hold the Front Page | Hold the Front Page | 4. März 2012        | 19. Okt. 2014                         | Philip John   | Tom Grieves     |
| 29         | 6         | Puppy Love          | Puppy Love          | 11. März 2012       | 19. Okt. 2014                         | Daniel O’Hara | John Jackson    |
| 30         | 7         | Making History      | Making History      | 18. März 2012       | 26. Okt. 2014                         | Daniel O’Hara | Toby Whithouse  |
| 31         | 8         | The War Child       | The War Child       | 25. März 2012       | 26. Okt. 2014                         | Philip John   | Toby Whithouse  |

## Staffel 5
Die Erstausstrahlung der fünften Staffel war vom 3. Februar bis zum 10. März 2013 auf dem britischen Fernsehsender BBC Three zu sehen.
| Nr. (ges.) | Nr. (St.) | Deutscher Titel             | Originaltitel               | Erstausstrahlung GB | Deutschsprachige Erstausstrahlung (—) | Regie         | Drehbuch        |
| ---------- | --------- | --------------------------- | --------------------------- | ------------------- | ------------------------------------- | ------------- | --------------- |
| 32         | 1         | The Trinity                 | The Trinity                 | 3. Feb. 2013        | 2. Nov. 2014                          | Philip John   | Toby Whithouse  |
| 33         | 2         | Sticks and Rope             | Sticks and Rope             | 10. Feb. 2013       | 2. Nov. 2014                          | Philip John   | Daragh Carville |
| 34         | 3         | Pie and Prejudice           | Pie and Prejudice           | 17. Feb. 2013       | 9. Nov. 2014                          | Philip John   | Jamie Mathieson |
| 35         | 4         | The Greater Good            | The Greater Good            | 24. Feb. 2013       | 9. Nov. 2014                          | Daniel O’Hara | John Jackson    |
| 36         | 5         | No Care, All Responsibility | No Care, All Responsibility | 3. März 2013        | 16. Nov. 2014                         | Daniel O’Hara | Sarah Dollard   |
| 37         | 6         | The Last Broadcast          | The Last Broadcast          | 10. März 2013       | 16. Nov. 2014                         | Daniel O’Hara | Toby Whithouse  |

## Making of
Am 28. März 2009 wurde das Being Human Making Of: Being Human Unearthed auf BBC Three gezeigt. Es folgten Ausstrahlungen in Australien und den USA. In dem Special geben die Schauspieler Aidan Turner, Russell Tovey, Lenora Crichlow, Sinead Keenan, Annabel Scholey und Jason Watkins Auskunft über ihre Charaktere. Außerdem wird gezeigt, wie die Serie gedreht wird. Der Drehbuchautor Toby Whithouse gibt zudem einige Hintergrundinformationen zur Serie. Alex Price ist der Erzähler.
| Nr. (ges.) | Nr. (St.) | Deutscher Titel | Originaltitel         | Erstausstrahlung GB | Deutschsprachige Erstausstrahlung (—) | Regie         | Drehbuch |
| ---------- | --------- | --------------- | --------------------- | ------------------- | ------------------------------------- | ------------- | -------- |
| 0          | 0         | —               | Being Human Unearthed | 28. März 2009       | —                                     | Teague, Colin |          |